# Carolina De Robertis
Carolina De Robertis (Inghilterra, 1975) è una scrittrice statunitense d'origine uruguaiana.

## Biografia
De Robertis ha discendenza campana, con il suo bisnonno originario di Prepezzano. Suo nonno, Eduardo De Robertis, era un medico e biologo argentino, e suo padre, Edward De Robertis, è un rinomato embriologo uruguaiano–americano. Durante la carriera scientifica di Edward, De Robertis ha viaggiato frequentemente, vivendo in Inghilterra, Svizzera e Stati Uniti d'America, prima di dedicarsi alla scrittura. Ha lavorato per un decennio con organizzazioni impegnate per i diritti delle donne.
Ha esordito nella narrativa nel 2009 con La bambina nata due volte al quale hanno fatto seguito altri 4 romanzi tradotti in 17 lingue.
Insegnante di scrittura creativa alla San Francisco State University, nel 2022 è stata insignita del Premio Dos Passos.
Si identifica come queer e non binaria e vive a Oakland con la moglie e i due figli.

## Opere

### Romanzi
- La bambina nata due volte (The Invisible Mountain, 2009), Milano, Garzanti, 2010 traduzione di Stefania Cherchi ISBN 978-88-11-66617-2.
- La ragazza dai capelli di fiamma (Perla), Milano, Garzanti, 2012 traduzione di Stefania Cherchi ISBN 978-88-11-67066-7.
- La citta degli incontri proibiti (The Gods of Tango, 2015), Milano, Garzanti, 2016 traduzione di Stefania Cherchi ISBN 978-88-11-68928-7.
- Cantoras (2019)
- The President and the Frog (2021)

## Premi e riconoscimenti

### Vincitrice
Premio Dos Passos
- 2022 alla carriera[10]

Stonewall Book Award
- 2016 nella categoria "Letteratura" con La citta degli incontri proibiti[11]
- 2020 nella categoria "Letteratura" con Cantoras

### Finalista
Premio Rhegium Julii per l'Opera Prima
- 2010 con La bambina nata due volte[12]

Premio PEN/Faulkner per la narrativa
- 2022 con The President and the Frog[13]